# Coldwater (Kansas)
Coldwater ist die größte Stadt und County Seat des Comanche County in Kansas, Vereinigte Staaten.
Bei der Volkszählung des Jahres 2020 wurden für den Ort 687 Einwohner ermittelt. Zum Gebiet der Gemeinde gehört auch der 85 Hektar großen See Lake Coldwater.
In Coldwater befindet sich die South Central High School, deren Maskottchen die Timberwolves (abgekürzt: T-Wolves) sind. Die dazugehörigen Elementary und Middle School befinden sich in Protection, Kansas, da die Schulen Coldwater High und Protection High im Jahr 2000 zusammengelegt wurden. Die Schulfarben sind grün und schwarz. Es gehen ungefähr 80 Schüler auf die High School, von denen etwa 10 % Austauschschüler aus verschiedenen Ländern sind.
Darüber hinaus befindet sich im Ort in einem historischen Gebäude das lokale Kinotheater „The Chief“, das gerne von den Einwohnern besucht wird. Außerdem gibt es mehrere Kirchen, Restaurants und Geschäfte, sowie ein Krankenhaus und ein Altenheim, das „Pioneer Lodge“. Der Bürgermeister der Stadt ist Tony Smith.